# Bernd Meier
Pour les articles homonymes, voir Meier.
Bernd Meier, né le 11 février 1972 à Rain et mort le 2 août 2012 à Donauworth, est un footballeur allemand qui évolue au poste de  gardien de but.

## Biographie
Bernd Meier joue principalement en faveur du TSV Munich 1860.
Il dispute au cours de sa carrière 94 matchs en 1. Bundesliga et 85 matchs en 2. Bundesliga. Il joue également trois rencontres en Coupe de l'UEFA lors de l'année 1997.
Il meurt le 2 août 2012, à l'âge de 40 ans, victime d'une crise cardiaque,.